# 粗根老鹳草
粗根老鹳草（学名：Geranium dahuricum）为牻牛儿苗科老鹳草属的植物。分布在远东地区、达乌里、西伯利亚、蒙古以及中国大陆的陕西、宁夏、山西、河北、四川、内蒙古、青海、西藏、甘肃、东北等地，生长于海拔300米至3,500米的地区，多生于山地草甸或高山草甸，目前尚未由人工引种栽培。

## 异名
- Geranium baishanense Y. L. Chang
- Geranium dahuricum DC. var. baiheense Z. H. Lu et Y. C. Zhu
- Geranium dahuricum DC. var. baishanense (Y. L. Chang) Huang et L. Z. Shue